# Бесконечная система линейных алгебраических уравнений
Бесконечная система линейных алгебраических уравнений — обобщение понятия системы линейных алгебраических уравнений на случай бесконечного множества неизвестных, определённое методами функционального анализа. Оно имеет смысл не над любым полем, а, например, над вещественными и комплексными числами. Также возможно прямолинейное обобщение методами собственно линейной алгебры, отличное от описанного в статье.
Бесконечная система линейных алгебраических уравнений часто появляется в процессе решения разнообразных задач в физике и технике методом неопределённых коэффициентов, например в задачах теплопроводности, определения перигелия движения Луны в астрономии, в задаче определения статического прогиба прямоугольного тела с закреплёнными концами.

## Определение
Бесконечной системой линейных алгебраических уравнений называется бесконечное множество алгебраических уравнений первой степени относительно бесконечного множества неизвестных: {\displaystyle \sum _{k=1}^{\infty }a_{ik}x_{k}=b_{i}}, {\displaystyle i=1,2,...}. Решением бесконечной системы линейных алгебраических уравнений называется всякая последовательность чисел {\displaystyle \left\{x_{k}\right\}}, такая, что все ряды {\displaystyle \sum _{k=1}^{\infty }a_{ik}x_{k}}, {\displaystyle i=1,2,...} являются сходящимися к {\displaystyle b_{i}}. Решение {\displaystyle \left\{x_{k}\right\}} бесконечной системы линейных алгебраических уравнений называется ограниченным, если числа {\displaystyle x_{k}} образуют ограниченную последовательность.
Удобно рассматривать бесконечные системы линейных алгебраических уравнений в виде: {\displaystyle x_{i}-\sum _{k=1}^{\infty }c_{ik}x_{k}=b_{i}}, {\displaystyle i=1,2,...}, {\displaystyle c_{ik}=-a_{ik}+\delta _{ik}}. Бесконечная система линейных алгебраических уравнений называется вполне регулярной, если существует такая положительная постоянная {\displaystyle q<1}, что {\displaystyle \sum _{k=1}^{\infty }\left|c_{ik}\right|\leqslant q}.
Вполне регулярная бесконечная система линейных алгебраических уравнений имеет единственное ограниченное решение {\displaystyle \left\{x_{i}\right\}} при любой ограниченной совокупности свободных членов {\displaystyle b_{i}}. При этом, если {\displaystyle b_{i}\leqslant B} для всех {\displaystyle i=1,2,...}, то {\displaystyle \left|x_{i}\right|\leqslant {\frac {B}{1-q}}}.

## Бесконечный определитель
В матрице коэффициентов бесконечной линейной системы уравнений можно оставить лишь первые {\displaystyle n} строк и {\displaystyle n} столбцов и составить из них квадратную матрицу размером {\displaystyle n\times n}:
{\displaystyle A(n)={\begin{vmatrix}a_{11}&a_{12}&\cdots &a_{1n}\\a_{21}&a_{22}&\cdots &a_{2n}\\\cdots &\cdots &\cdots &\cdots \\a_{n1}&a_{n2}&\cdots &a_{nn}\end{vmatrix}}}
Обозначим определитель этой матрицы как {\displaystyle \Delta (n)=det(A(n))}.
Если существует предел: {\displaystyle \Delta =\lim _{n\to \infty }\Delta (n)}, то он называется бесконечным определителем, соответствующим матрице {\displaystyle a_{ij}}.

### Достаточное условие существования
Представим матрицу {\displaystyle a_{ij}} в новом виде, выделив из её всех диагональных членов слагаемое, равное единице:
{\displaystyle a_{ij}={\begin{vmatrix}a_{11}&a_{12}&\cdots \\a_{21}&a_{22}&\cdots \\\cdots &\cdots &\cdots \end{vmatrix}}={\begin{vmatrix}c_{11}+1&c_{12}&\cdots \\c_{21}&c_{22}+1&\cdots \\\cdots &\cdots &\cdots \end{vmatrix}}}
Для того, чтобы бесконечный определитель матрицы {\displaystyle a_{ij}} существовал и обладал свойствами, аналогичными свойствам обычного определителя, достаточно, чтобы бесконечный двойной ряд {\displaystyle \sum _{i,k=1}^{\infty }|c_{ik}|}
сходился.

## Решение бесконечной системы линейных алгебраических уравнений
Если у матрицы {\displaystyle a_{ij}} бесконечной системы линейных алгебраических уравнений существует и не равен нулю бесконечный определитель и все её свободные члены ограничены по модулю (то есть существует положительное число {\displaystyle M_{1}}, такое, что {\displaystyle |b_{k}|<M_{1},\forall k}), то эта система имеет единственное ограниченное решение (то есть существует положительное число {\displaystyle M_{2}}, такое, что {\displaystyle |x_{k}|<M_{2},\forall k}), определяемое по формулам Крамера:
{\displaystyle x_{k}={\frac {\Delta _{k}}{\Delta }}},
где {\displaystyle \Delta _{k}} — определитель, который получается из определителя {\displaystyle \Delta } заменой элементов k-го столбца свободными членами.